# Gobernación de Matrú
La Gobernación de Matrú (en idioma árabe: مطروح) es una de las veintisiete gobernaciones de la República Árabe de Egipto. Está localizada al noroeste del país, compartiendo fronteras internacionales con el Estado de Libia. Su capital es Marsá Matrú. Contiene muchos sitios históricos relacionados con la Segunda Guerra Mundial, como El Alamein, y cementerios del Eje y de los ejércitos Aliados.

## Distritos con población estimada en julio de 2017
- Aḍ-Ḍab'ah 49,805
- Al-'Alamayn 10,013
- Al-Ḥammām 54,422
- An-Najīlah 27,696
- As-Sāḥal ash-Shamāli 536 67
- As-Sallūm 15,960
- Marsā Maṭrūḥ 189,993
- Sīdī Barrānī 53,073
- Sīwa 28,341

## Demografía
Posee un territorio que se extiende sobre una superficie de 212.112 kilómetros cuadrados. Su población asciende al número de 322.341 personas. Considerando los datos anteriores se puede deducir que la densidad poblacional dentro de la gobernación de Matrú es de 1,5 habitantes por cada kilómetro cuadrado.